# Фьюмефреддо-Бруцио
Фьумефреддо-Бруцьо (итал. Fiumefreddo Bruzio) — коммуна в Италии, располагается в регионе Калабрия, подчиняется административному центру Козенца.
Население составляет 3306 человек, плотность населения составляет 110 чел./км². Занимает площадь 30 км². Почтовый индекс — 87030. Телефонный код — 0982.
Покровителями коммуны почитаются Архангел Михаил и Пресвятая Богородица, празднование с 15 до 30 июля.